# 沐忠顯
沐忠顯（？—17世紀），祖籍河南定遠（今安徽），南明人物。

## 生平
黔寧王沐英十三世孫，沐天波之子。南明永曆十五年（清朝順治十八年，1661年）咒水之難時父親遇害，他和岳父龍世榮在石屏投降清朝；同年十月清朝將他編配入正白旗，但沒有職銜、俸祿。次年（1662年）四月，梅道人和張琦、尹士鑣等人謀求恢復明朝，假借沐忠顯名義寫信給寧州的祿昌賢，事發後張琦等人被殺，言辭牽連他，因此對妻子龍氏說：「我可能遭遇不測，你懷孕數月，逃走後生下兒子，能夠承繼先人後嗣。」命令內官滕九德、僕人白君愛送妻子到昆陽。家人潘高明自願承擔責任，於是沐忠顯獲免死，惟遭關押到北京；又以侍婢夏蓮偽稱為龍氏。龍氏逃到新興滕九德兄長滕飛熊家匿藏；滕飛熊死後，又轉至其弟滕飛豹家匿藏，並誕兒子沐神保。永曆十九年（康熙四年，1665年）王耀祖起兵，命段尚賢迎接龍氏母子入山。戰事失利，龍氏轉至法沖白乃家，又令白君愛將沐神保藏在滕五家。王耀祖敗亡，清朝朝廷取得他聯絡土司的文書，當中有「今沐氏有子在滇」的句子。吳三桂抓獲沐神保至北京，發配到寧古塔而死。後來沐忠顯在北京死亡，沐氏絕嗣；而滕九德、白君愛、滕五、楊騰、龍氏、王耀祖、沈應麟亦先後被殺。

## 註腳
1. 1 2  錢海岳《南明史·卷三十七·列傳第十三》：沐天波，字星海，鳳陽定遠人，黔寧王英十二世孫。……（子）忠顯，從婦翁總兵龍世榮自石屏降清。
2. ↑  《康熙朝實錄·卷四》：（順治十八年十月）戊午。戶部題、新投誠官員應分旗安置。見到偽漢陽王馬進忠子都督僉事馬自德、准入正黃旗。偽國公沐天波子沐忠顯、准入正白旗。未到偽延安王艾能奇子左都督艾承業、准入鑲黃旗。照依品級賞賚。內沐忠顯無職銜、應不給俸。
3. ↑  錢海岳《南明史·卷三十七·列傳第十三》：明年（永曆十六年）四月，有梅道人者，與張琦、尹士鑣等謀恢復，假忠顯書與寧州祿昌賢。事發，琦等死，辭連忠顯，謂妻曰：「吾且履不測，汝任數月，脫生子，可無絕先人嗣。」令內官滕九德、僕白君愛送昆陽。忠顯以家人潘高明自承，免死，逮入北京。以侍婢夏蓮為龍氏。龍氏走匿新興九德兄飛熊所。飛熊死，又匿其弟飛豹所。後生子神保。王耀祖起兵，命段尚賢迎龍氏母子入山。戰不利，遷法沖白乃家，又令君愛匿神保滕五家。耀祖敗，清得其聯絡土司書，有「今沐氏有子在滇」語。吳三桂名捕龍氏母子至京，戍寧古塔死。忠顯死北京，沐氏遂絕。九德、君愛、五、楊騰、龍、耀祖、沈應麟亦先後死。
4. ↑  《西南紀事·卷八》：康熙四年乙巳三月，新興土酋王耀祖等為亂，聞神保在，作檄移諸蠻，迎龍氏母子入山，期事成立為主，戰不利，遷之法沖白乃家，又令白君愛匿神保於滕氏，俱為吳三桂捕獲，并訊忠罕，沐氏遂絕。